# Morti nel 2024/Ottobre
| Questa pagina contiene informazioni ricavate automaticamente dalle voci biografiche con l'ausilio del template Bio e di un bot. L'aggiornamento è periodico e automatico e ricostruisce completamente la pagina. Se manca una persona in questa lista, sei pregato di non aggiungerla, ma accertati piuttosto che la sua voce biografica contenga il template Bio e che i dati anagrafici siano correttamente compilati. Se il template Bio manca, inseriscilo tu stesso o, in alternativa, metti l'avviso {{tmp\|Bio}} che ne segnala la mancanza. Se i dati riportati sono sbagliati, correggi direttamente la voce biografica; le modifiche saranno visibili in questa lista entro pochi giorni. Per chiarimenti vedi il progetto biografie. La lista contiene solo le 189 persone che sono citate nell'enciclopedia e per le quali è stato implementato correttamente il template Bio. Pagina aggiornata al 2 lug 2025. |

- 1º ottobre - Zenón Franco Ocampos, scacchista paraguaiano (n. 1956)
- 1º ottobre - Denílson Custódio Machado, calciatore brasiliano (n. 1943)
- 1º ottobre - Francesco Merloni, imprenditore e politico italiano (n. 1925)
- 2 ottobre - Guido Carlesi, ciclista su strada italiano (n. 1936)
- 2 ottobre - Jason Cirone, hockeista su ghiaccio, allenatore di hockey su ghiaccio e dirigente sportivo canadese (n. 1971)
- 2 ottobre - Luigi Fenizi, scrittore italiano (n. 1944)
- 2 ottobre - Matthew Lewis, fotoreporter statunitense (n. 1930)
- 2 ottobre - Martin Schröder, aviatore e imprenditore olandese (n. 1931)
- 2 ottobre - Daniel Williams, politico grenadino (n. 1935)
- 3 ottobre - Michel Blanc, attore e regista francese (n. 1952)
- 3 ottobre - Saturnino Braga, politico e ingegnere brasiliano (n. 1931)
- 3 ottobre - Pierre Christin, scrittore, dialoghista e sceneggiatore francese (n. 1938)
- 3 ottobre - Lino Falzon, calciatore maltese (n. 1941)
- 3 ottobre - María Lagunes, scultrice messicana (n. 1922)
- 3 ottobre - Marlon Pérez, ciclista su strada e pistard colombiano (n. 1976)
- 3 ottobre - Alberto Perino, attivista italiano (n. 1946)
- 3 ottobre - Hashem Safieddine, religioso e politico libanese (n. 1964)
- 4 ottobre - Wolfgang Böker, psichiatra tedesco (n. 1933)
- 4 ottobre - Willi Giesemann, calciatore tedesco (n. 1937)
- 4 ottobre - Daniel Guimarães, calciatore brasiliano (n. 1987)
- 4 ottobre - Anatolij Kon'kov, calciatore, allenatore di calcio e dirigente sportivo sovietico (n. 1949)
- 4 ottobre - Greg Landry, giocatore di football americano statunitense (n. 1946)
- 4 ottobre - Lea Pericoli, tennista, conduttrice televisiva e telecronista sportiva italiana (n. 1935)
- 4 ottobre - Emiliano Queiroz, attore, comico e conduttore televisivo brasiliano (n. 1936)
- 4 ottobre - Roberto Rigotto, calciatore italiano (n. 1942)
- 4 ottobre - Billy Shaw, giocatore di football americano statunitense (n. 1938)
- 5 ottobre - A. Q. M. Badruddoza Chowdhury, politico bangladese (n. 1930)
- 5 ottobre - Guido Benvenuti, schermidore e dirigente sportivo italiano (n. 1931)
- 5 ottobre - Robert Coover, scrittore e slavista statunitense (n. 1932)
- 5 ottobre - Ifigenia Martínez y Hernández, politica, diplomatica e economista messicana (n. 1925)
- 5 ottobre - Giorgio Trevisan, fumettista, pittore e illustratore italiano (n. 1934)
- 6 ottobre - Sammy Basso, attivista italiano (n. 1995)
- 6 ottobre - Kipyegon Bett, mezzofondista keniota (n. 1998)
- 6 ottobre - Sefedin Braho, calciatore albanese (n. 1953)
- 6 ottobre - Emo Danesi, politico italiano (n. 1935)
- 6 ottobre - Adriano Garsia, matematico italiano (n. 1928)
- 6 ottobre - Johnny Neel, cantante e musicista statunitense (n. 1954)
- 6 ottobre - Johan Neeskens, calciatore e allenatore di calcio olandese (n. 1951)
- 6 ottobre - Edna Tepava, modella francese (n. 1956)
- 6 ottobre - Géjza Valent, discobolo cecoslovacco (n. 1953)
- 7 ottobre - Emilio Gabaglio, politico e sindacalista italiano (n. 1937)
- 7 ottobre - Claude Gewerc, politico francese (n. 1947)
- 7 ottobre - Cissy Houston, cantante statunitense (n. 1933)
- 7 ottobre - Clement Kemboi, siepista keniano (n. 1992)
- 7 ottobre - Helenita Olivares, soprano colombiano (n. 1925)
- 7 ottobre - Chiara Pinfari, politica italiana (n. 1940)
- 7 ottobre - Nicholas Pryor, attore statunitense (n. 1935)
- 7 ottobre - Sultan bin Mohammed bin Sa'ud Al Kabir, principe e imprenditore saudita (n. 1954)
- 8 ottobre - Artëm Enin, calciatore russo (n. 1976)
- 8 ottobre - Job, fumettista svizzero (n. 1927)
- 8 ottobre - Timothy P. Johnson, politico statunitense (n. 1946)
- 8 ottobre - Elio Mosele, politico italiano (n. 1934)
- 8 ottobre - Abdul Salaam, giocatore di football americano statunitense (n. 1953)
- 8 ottobre - Bernard Tissier de Mallerais, vescovo cattolico francese (n. 1945)
- 9 ottobre - George Baldock, calciatore greco (n. 1993)
- 9 ottobre - Dieter Burdenski, calciatore tedesco occidentale (n. 1950)
- 9 ottobre - Lily Ebert, superstite dell'Olocausto ungherese (n. 1923)
- 9 ottobre - Arild Gulden, calciatore norvegese (n. 1941)
- 9 ottobre - Elisa Montés, attrice spagnola (n. 1934)
- 9 ottobre - Aleksandr Pučkov, ostacolista sovietico (n. 1957)
- 9 ottobre - Leif Segerstam, direttore d'orchestra, compositore e violinista finlandese (n. 1944)
- 9 ottobre - Hiroshi Shirai, karateka e maestro di karate giapponese (n. 1937)
- 9 ottobre - Ratan Tata, imprenditore indiano (n. 1937)
- 10 ottobre - Peter Cormack, calciatore e allenatore di calcio scozzese (n. 1946)
- 10 ottobre - Stefania Guidi, scultrice italiana (n. 1929)
- 10 ottobre - Giacomo Maccheroni, politico italiano (n. 1936)
- 10 ottobre - Geo Mantegazza, ingegnere, imprenditore e dirigente sportivo svizzero (n. 1928)
- 10 ottobre - Ethel Skakel Kennedy, statunitense (n. 1928)
- 10 ottobre - Véronique Zuber, modella francese (n. 1936)
- 11 ottobre - Fleur Adcock, poetessa neozelandese (n. 1934)
- 11 ottobre - Thomas Astan, attore, regista teatrale e religioso tedesco (n. 1942)
- 11 ottobre - Kevin Bowring, rugbista a 15, allenatore di rugby a 15 e dirigente sportivo gallese (n. 1954)
- 11 ottobre - Roger Browne, attore statunitense (n. 1930)
- 11 ottobre - Mario Morra, montatore, regista e sceneggiatore italiano (n. 1935)
- 11 ottobre - Branko Rašović, calciatore jugoslavo (n. 1942)
- 11 ottobre - Vicente Juan Segura, vescovo cattolico spagnolo (n. 1955)
- 12 ottobre - Donald R. Davis, entomologo statunitense (n. 1934)
- 12 ottobre - Carmen Moreno, cestista colombiana (n. 1950)
- 12 ottobre - Alvin Rakoff, regista canadese (n. 1927)
- 12 ottobre - Alex Salmond, politico britannico (n. 1954)
- 12 ottobre - Lillian Schwartz, artista, scultrice e scrittrice statunitense (n. 1927)
- 12 ottobre - Ary Toledo, umorista e cantante brasiliano (n. 1937)
- 12 ottobre - Oldřich Vlasák, politico ceco (n. 1955)
- 13 ottobre - Giuseppe Angrisano, ammiraglio italiano (n. 1935)
- 13 ottobre - Guido Bolaffi, giornalista, sociologo e funzionario italiano (n. 1946)
- 13 ottobre - Ivano Bosdaves, calciatore italiano (n. 1945)
- 13 ottobre - Peter Fregene, calciatore nigeriano (n. 1947)
- 13 ottobre - Mayra Gómez Kemp, conduttrice televisiva cubana (n. 1948)
- 13 ottobre - Shigemi Ikeda, direttore artistico giapponese (n. 1954)
- 13 ottobre - Donal Brendan Murray, vescovo cattolico irlandese (n. 1940)
- 14 ottobre - Umberto Grano, pilota automobilistico italiano (n. 1940)
- 14 ottobre - Domenico Rosati, politico, sindacalista e giornalista italiano (n. 1929)
- 14 ottobre - Enzo Sartori, calciatore italiano (n. 1931)
- 14 ottobre - Philip Zimbardo, psicologo statunitense (n. 1933)
- 15 ottobre - Oscar Dandrea, bobbista italiano (n. 1941)
- 15 ottobre - Antonino Fiorile, calciatore italiano (n. 1946)
- 15 ottobre - Jean-Jacques N'Domba, calciatore congolese (Repubblica del Congo) (n. 1954)
- 15 ottobre - Antonio Skármeta, scrittore, traduttore e diplomatico cileno (n. 1940)
- 16 ottobre - Patti McGee, skater statunitense (n. 1945)
- 16 ottobre - Liam Payne, cantante britannico (n. 1993)
- 16 ottobre - Roald Poulsen, allenatore di calcio danese (n. 1950)
- 16 ottobre - Yahya Sinwar, politico e terrorista palestinese (n. 1962)
- 16 ottobre - Giampiero Tosi, fisico italiano (n. 1937)
- 17 ottobre - Emile Daems, ciclista su strada belga (n. 1938)
- 17 ottobre - Mitzi Gaynor, attrice, ballerina e cantante statunitense (n. 1931)
- 17 ottobre - Rick Nolan, politico statunitense (n. 1943)
- 17 ottobre - Vasō Papandreou, politica greca (n. 1944)
- 17 ottobre - Daniel Percival, attore britannico (n. 1979)
- 17 ottobre - Joseph Rykwert, storico dell'architettura britannico (n. 1926)
- 17 ottobre - Andrew Viktor Schally, medico polacco (n. 1926)
- 18 ottobre - Yehuda Bauer, storico israeliano (n. 1926)
- 18 ottobre - Mario Ferruccio Belli, storico e giornalista italiano (n. 1932)
- 18 ottobre - Ginés González García, politico argentino (n. 1945)
- 18 ottobre - Paulo Sérgio Machado, vescovo cattolico brasiliano (n. 1945)
- 18 ottobre - Donald Redford, egittologo canadese (n. 1934)
- 19 ottobre - José Aveiro, calciatore paraguaiano (n. 1936)
- 19 ottobre - Thelma Mothershed-Wair, attivista statunitense (n. 1940)
- 19 ottobre - Iris Plotzitzka, pesista tedesca (n. 1966)
- 19 ottobre - Giorgio Rochat, storico e biografo italiano (n. 1936)
- 20 ottobre - Eugenio Dal Corso, cardinale e vescovo cattolico italiano (n. 1939)
- 20 ottobre - Barbara Dane, cantante statunitense (n. 1927)
- 20 ottobre - Adamo Dionisi, attore italiano (n. 1965)
- 20 ottobre - Dong Zhiming, paleontologo cinese (n. 1937)
- 20 ottobre - Fethullah Gülen, predicatore, politologo e scrittore turco (n. 1941)
- 20 ottobre - Andy Ireland, politico statunitense (n. 1930)
- 20 ottobre - Paolo Micalizzi, giornalista e critico cinematografico italiano (n. 1938)
- 20 ottobre - Michael Newman, attore statunitense (n. 1957)
- 20 ottobre - Janusz Olejniczak, pianista e attore polacco (n. 1952)
- 20 ottobre - Luigi Rocca, calciatore e allenatore di calcio italiano (n. 1963)
- 21 ottobre - Christine Boisson, attrice francese (n. 1956)
- 21 ottobre - Paul Di'Anno, cantante britannico (n. 1958)
- 21 ottobre - Karel Dobbelaere, sociologo belga (n. 1933)
- 21 ottobre - Massimiliano Frezzato, fumettista italiano (n. 1967)
- 21 ottobre - Mimi Hines, attrice, cantante e cabarettista canadese (n. 1933)
- 21 ottobre - Vittorio Mangili, giornalista italiano (n. 1922)
- 21 ottobre - Lidia Pera, annunciatrice televisiva e scultrice italiana (n. 1939)
- 21 ottobre - Dick Pope, direttore della fotografia britannico (n. 1947)
- 22 ottobre - Ottavio Banti, paleografo e medievista italiano (n. 1924)
- 22 ottobre - Bernd Bauchspieß, calciatore tedesco orientale (n. 1939)
- 22 ottobre - Annelie Ehrhardt, ostacolista tedesca (n. 1950)
- 22 ottobre - Elizabeth Francis, supercentenaria statunitense (n. 1909)
- 22 ottobre - Gustavo Gutiérrez, presbitero e teologo peruviano (n. 1928)
- 22 ottobre - Fernando Valenzuela, giocatore di baseball messicano (n. 1960)
- 23 ottobre - Hama Amadou, politico nigerino (n. 1950)
- 23 ottobre - Antonio Cicero, filosofo, paroliere e poeta brasiliano (n. 1945)
- 23 ottobre - Geoff Capes, pesista, atleta di forza e personaggio televisivo britannico (n. 1949)
- 23 ottobre - Leon Cooper, fisico statunitense (n. 1930)
- 23 ottobre - Jack Jones, cantante e attore statunitense (n. 1938)
- 23 ottobre - Alberto Ponis, architetto italiano (n. 1933)
- 23 ottobre - Joe Stork, attivista statunitense (n. 1943)
- 23 ottobre - Gabriele Wittek, veggente, scrittrice e saggista tedesca (n. 1933)
- 24 ottobre - Jadwiga Barańska, attrice e sceneggiatrice polacca (n. 1935)
- 24 ottobre - Abdelaziz Barrada, calciatore francese (n. 1989)
- 24 ottobre - Clark Kent, disc jockey e produttore discografico statunitense (n. 1966)
- 24 ottobre - Michel Lafranceschina, calciatore e allenatore di calcio francese (n. 1939)
- 24 ottobre - Tomislav Milićević, calciatore jugoslavo (n. 1940)
- 24 ottobre - Alphonse Poaty-Souchlaty, politico della Repubblica del Congo (n. 1941)
- 24 ottobre - Eckhart Schmidt, regista, produttore cinematografico e scrittore tedesco (n. 1938)
- 24 ottobre - Jeri Taylor, sceneggiatrice, produttrice televisiva e regista televisiva statunitense (n. 1938)
- 25 ottobre - Tommy Callaghan, calciatore scozzese (n. 1945)
- 25 ottobre - José Carlos de Almeida, calciatore brasiliano (n. 1968)
- 25 ottobre - Marcel Dantheny, calciatore francese (n. 1936)
- 25 ottobre - Bill Hay, hockeista su ghiaccio e dirigente sportivo canadese (n. 1935)
- 25 ottobre - Kim Soo-mi, attrice sudcoreana (n. 1949)
- 25 ottobre - Phil Lesh, musicista, bassista e cantautore statunitense (n. 1940)
- 25 ottobre - Ludwig, serial killer tedesco (n. 1959)
- 26 ottobre - Marisa Bartoli, attrice italiana (n. 1942)
- 26 ottobre - Kelsey Lewis, attrice statunitense (n. 1995)
- 27 ottobre - Paul Bailey, scrittore, anglista e biografo britannico (n. 1937)
- 27 ottobre - Radoslav Petković, scrittore serbo (n. 1953)
- 28 ottobre - Tonči Gabrić, allenatore di calcio e calciatore croato (n. 1961)
- 28 ottobre - Cesare Gussoni, arbitro di calcio italiano (n. 1934)
- 28 ottobre - Italo Ianne, cantante, compositore e produttore discografico italiano (n. 1942)
- 28 ottobre - Matilde Lorenzi, sciatrice alpina italiana (n. 2004)
- 28 ottobre - Renato Raffaele Martino, cardinale e arcivescovo cattolico italiano (n. 1932)
- 28 ottobre - Manuel Mirabal, trombettista cubano (n. 1933)
- 28 ottobre - Paul Morrissey, regista, sceneggiatore e direttore della fotografia statunitense (n. 1938)
- 28 ottobre - Jerrod Mustaf, cestista statunitense (n. 1969)
- 28 ottobre - Angela Portaluri, attrice italiana (n. 1937)
- 28 ottobre - Kazuo Umezu, fumettista giapponese (n. 1936)
- 29 ottobre - Giacomo Gambetti, critico cinematografico italiano (n. 1932)
- 29 ottobre - Teri Garr, attrice statunitense (n. 1944)
- 29 ottobre - Suzanne Osten, regista e sceneggiatrice svedese (n. 1944)
- 29 ottobre - Elena Sedlak, ballerina, coreografa e attrice italiana (n. 1938)
- 30 ottobre - Giovanni Cianfriglia, attore e stuntman italiano (n. 1935)
- 30 ottobre - Arthur Moreira-Lima, pianista brasiliano (n. 1940)
- 30 ottobre - Pedro Sarmiento, calciatore colombiano (n. 1956)
- 31 ottobre - Nesbitt Blaisdell, attore statunitense (n. 1928)
- 31 ottobre - Trevor Whymark, calciatore inglese (n. 1950)